# 1984년 대한민국의 영화
다음은 1984년에 대한민국의 영화에 관한 서술한다.

## 흥행 주요 기록
흥행 당시에 방화 1위는 〈고래사냥〉이 관객수 42만6천명을 넘었다. 앞서 2위는 〈무릎과 무릎사이〉(26만3천명)가 흥행이 차지하였다. 따라서 관객동원율은 외화가 늘고, 방화가 줄었다. 

## 이벤트 및 수상
- 제20회 한국 연극 영화 TV 예술상
- 제23회 대종상 영화제
- 제4회 한국영화평론가협회상
- 제8회 황금촬영상

## 같이 보기
- 1984년 영화
- 대한민국의 영화